# Элиас, Эльяна
Элиа́на Эли́ас (Eliane Elias; род. 19 марта 1960, Сан-Паулу) — бразильская и американская пианистка, певица, автор эстрадных песен и джазовых композиций.

## Краткий обзор биографии и творчества
Элиас родилась в Бразилии в семье итальянского и ливанского происхождения. Первым преподавателем фортепиано была ее мать; занятия начались, когда Элиас было семь лет. С 12 лет она расшифровывала соло джазовых музыкантов, с 15 лет уже преподавала фортепиано в музыкальном училище Сан-Паулу (Centro Livre de Aprendizagem Musical), в 17 лет начала выступать с бразильским певцом и автором песен Токиньо, а также с поэтом Винисиусом де Мораесом. В 1981 году переехала в Нью-Йорк, где брала частные уроки фортепиано в Джульярдской школе музыки у Оленьи Фуски (Olegna Fuschi).
Профессиональная карьера Элиас началась в 1982 году, когда она вошла в состав американского джазового ансамбля «Steps Ahead», через год записала с ним одноимённый альбом. Её первый самостоятельный альбом — «Illusions» (1986).
С 1986 года Элиас создавала собственные ансамбли, с которыми записывалась и гастролировала в США, Южной Америке и Европе. В числе таких ансамблей было джазовое трио, басистом в котором был её второй муж Марк Джонсон (совместно с ним записан альбом «Swept Away», 2012). Сотрудничала с многими выдающимися джазовыми музыкантами, в их числе: Рэнди Бреккер (альбом «Amanda», 1985), Херби Хэнкок («Solos and Duets», 1995), Джо Хендерсон, Боб Брукмейер, Джек Деджонетт, мужской вокальный ансамбль «Take 6».
С 1989 года выступала также в качестве певицы; в репертуаре доминируют песни А. К. Жобина, которые она интерпретирует в облегченном джазовом варианте (см., например, её обработку Дезафинадо).
Элиас неоднократно участвовала в престижных фестивалях: в Монреале (с 1983), в Монтрё (1989), Нью-Йорке (Джазовый фестиваль JVC, 2001), Сан-Себастьяне (2016, в составе обновлённого «Steps Ahead») и др.
В 1993 году Элиас подписала контракт с EMI Classics на запись классических произведений, которые вошли в альбом «On the Classical Side». В дискографии Элианы Элиас более 30 альбомов джазовой и бразильской популярной музыки. На многих альбомах она также выступила как аранжировщик, особенно выделяется переложение джазовой сюиты из знаменитого мюзикла Митча Ли «Человек из Ламанчи» (записано в 1995, выпущено на CD в 2018). В 2002 году подписала контракт с лейблом RCA/Bluebird, и в рамках сотрудничества с ним выпустила альбом «Kissed by Nature. Dreamer», который получил награду Gold Disc Award (2004). Этот альбом также был признан лучшим вокальным альбомом в Японии, занял 3-е место в поп-чартах Франции и 4-е место в чартах журнала Billboard в США. В 2007 году вышел альбом «Something for You», который получил премию «Лучший вокальный альбом года» и «Золотой диск» в Японии, занял 1-е место в джазовых чартах США, 8-е место в Billboard и 2-е место в джазовых чартах Франции. В 2008 году в честь 50-летия босановы записала альбом Bossa Nova Stories. Альбомы «Made in Brazil» и «Dance of Time» заняли 1-е место в двух категориях чартов Billboard: джаз и этническая музыка.
Собственная музыка Элиас (около 30 пьес) написана преимущественно в стилистике фьюжн (например, «A long story») и смус-джаз («That's all it was» и т.п.).
В 2009 году EMI Japan выпустила альбом «Eliane Elias Plays Live». В альбоме «Light My Fire» (2011) – каверы на песни The Doors, Стиви Уандера и Пола Дезмонда.

## Награды
- Gold Disc Award (за альбом «Kissed by Nature. Dreamer», 2004);
- Премия «Грэмми» (за альбом «Made in Brazil», 2016);
- «Латинская Грэмми» (за альбом «Dance of time», 2017);
- Премия Эдисона за достижения всей жизни (2018, Голландия);
- Пять «Золотых дисков» (Япония).